# Goa bitar 11
Goa bitar 11 är ett studioalbum från 1989 av det svenska dansbandet Jigs .

## Låtar
1. "En dag"
2. "Jag har kvar mina drömmar"
3. "Det känns så skönt"
4. "Sparvöga"
5. "Då börjar livets vår"
6. "Låt oss hjälpas åt"
7. "En skön snubbe"
8. "California Blue"
9. "As Serra"
10. När stormen går"
11. "Stanna hos mig"
12. "Det är sant"
13. "Den flickan ska bära mitt efternamn"
14. "Flottarkärlek"
15. "Låt kärleken slå rot" (bonusspår på CD)
16. "Hallå du gamle indian" (bonusspår på CD)

### Fotnoter
1. ↑  Information i Svensk mediedatabas.
2. ↑  Information i Svensk mediedatabas.